# L'assassinat d'Andreas Baader
L'assassinat d'Andreas Baader (en noruec: Mordet på Andreas Baader) és un quadre de 1978 de l'artista noruec Odd Nerdrum. Representa l'assassinat especulat d'Andreas Baader, un dels líders de l'organització armada Fracció de l'Exèrcit Roig (RAF), a la presó de Stammheim el 1977. El quadre es troba a la col·lecció del Museu d'Art Modern Astrup Fearnley d'Oslo.

## Descripció
Andreas Baader està parcialment nu a la seva cel·la de la presó de Stammheim. Dos homes el sostenen mentre un tercer es troba colpejat a terra davant d'ell. Un quart home amb gabardina executa Baader amb un tret a la part posterior del coll. Els homes es posicionen en forma de sautor. La composició i el clarobscur estan inspirats en l'art barroc, amb associacions al quadre Crucifixió de Sant Pere de Caravaggio.

## Creació
Baader va morir el 18 d'octubre de 1977 a la coneguda «Nit de la Mort» de Stammheim, en la qual també van morir Gudrun Ensslin i Jan-Carl Raspe. A la versió oficial es van suïcidar, però els rumors i les teories que havien estat assassinats per agents secrets es van estendre ràpidament. Nerdrum era anarquista en el moment que va fer el quadre, més tard, va descriure la seva atracció pe l'organització armada fundada per Baader: «El que més em va fascinar va ser l'expressió de l'home lliure que hi veia. En cas contrari, tenia simpatia per Baader en la mesura que era un dels molts que estaven disposats a morir per la seva causa. Per a mi, era un idealista tràgic i intransigent».

## Recepció
L'any 1978 l'obra es va presentar a la Høstutstillingen d'Oslo. Immediatament després va provocar fortes reaccions a Noruega i a Alemanya per la seva manera de representar, el que per uns era un terrorista com a màrtir religiós, així com per suposar que fos assassinat. El quadre va situar a Nerdrum com a veu política en el discurs públic noruec.